# Фан Бой Тяу
Фан Бой Тяу (вьет. Phan Bội Châu; 26 декабря 1867 — 29 октября 1940), настоящее имя Фан Ван Шан (вьет. Phan Văn San, 潘文珊) — вьетнамский политический деятель колониального периода, один из ранних идеологов вьетнамского национализма и национально-освободительного движения в начале XX века. 
Родился в 1867 году в семье школьного учителя, с ранних лет проявлял интерес к литературе. В молодости принимал участие в деятельности движения Канвыонг. В 1904 году он создал революционную организацию под названием «Общество обновления» (вьет. Duy Tân hội, Зюй тан хой; кит. 維新會). В 1905 — 1908 годах жил в Японии, где писал политические памфлеты и воззвания, призывающие к освобождению Вьетнама от французского колониального режима. 
После того как он был вынужден покинуть Японию, Тяу переехал в Китай, где он находился под влиянием Сунь Ятсена. В феврале 1912 года он сформировал новую группу под названием «Общество возрождения Вьетнама» (вьет. Việt Nam Quang Phục Hội), созданную по образцу республиканской партии Сунь Ятсена, перейдя с исповедовавшихся им ранее монархических взглядов на революционно-демократические. В 1914 году был арестован китайскими властями и находился в заключении до 1917 года. Заинтересовался социализмом и установил контакты с некоторыми молодыми деятелями левого движения. 
В 1925 году французские агенты арестовали его в Шанхае. Он был признан виновным в государственной измене и провёл остаток своей жизни под домашним арестом в Хюэ. Помимо политических работ является также автором нескольких художественных произведений на историческую тематику.